# Quim (revista)
Quim: for dykes of all sexual persuasions (en español: Quim: para lesbianas de todas las tendencias sexuales) fue una revista lésbica sexual positiva publicada entre 1989 y 1994 con un número adicional publicado en 2001. La revista fue editada por Sophie Moorcock y Lulu Belliveau, quienes anteriormente habían trabajado como editoras de fotografía en On Our Backs, la primera revista estadounidense de erótica femenina. Sus influencias incluyeron Shocking Pink, una revista para mujeres jóvenes producida en Londres entre 1979 y 1992, Chain Reaction un club lésbico S/M que abrió en Vauxhall en 1987, y la película de Sheila McLaughlin de 1987, She Must Be Seeing Things. La revista tenía un ciclo de publicación irregular que dependía de cuándo estaban disponibles los fondos y el contenido.

## Contenido y colaboraciones
La postura editorial de Quim era anticensura y pro-sexo, y hubo poca censura de contenido, la mayor parte de la cual fue enviada por colaboradores voluntarios. Quim presentó artículos, escritura creativa, arte y fotografía que cubrían temas que incluían fantasías, orgasmos, masturbación, sexo seguro, juguetes sexuales y sadomasoquismo. En 1991, se distribuyó "Cuadernos de Quim" en bares y librerías de gays y lesbianas para animar a los colaboradores a enviar historias e ideas a la revista.
La primera edición incluyó una entrevista con Susie Bright, editora de On Our Backs. El número cinco se centró en las experiencias de las lesbianas negras. La sexta y última edición se centró en el desalojo de una casa lésbica y centro de acción directa en Bird en Bush Road. La revista publicó ficción de autores como Patrick Califia, Jane Solanas, Jo Fisk y Leonora Rogers Wright, y fotografías de Della Grace y Lola Flash.

## Legado
El primer número de la revista recibió una respuesta hostil y pasaron dos años antes de que se publicara el segundo número. Debido a la naturaleza explícita y sadomasoquista del contenido, varias librerías de lesbianas y gays, incluidas Sisterwise y Gay's the Word, se negaron a vender la revista. Siguió siendo controvertida y recibiendo críticas desfavorables en la prensa gay.
Más tarde, a Quim se le atribuyó, junto con On Our Backs, el mérito de haber sentado las bases para la erótica femenina posterior, incluida la revista australiana Slit y el libro Sex de Madonna.